# Sideroxylon fimbriatum
Sideroxylon fimbriatum är en tvåhjärtbladig växtart som beskrevs av Isaac Bayley Balfour. Sideroxylon fimbriatum ingår i släktet Sideroxylon och familjen Sapotaceae. IUCN kategoriserar arten globalt som sårbar.
Artens utbredningsområde är Socotra. Inga underarter finns listade i Catalogue of Life.